# محمد واضح
محمد واضح هو ضابط بالشرطة الجزائرية برتبة عميد أول، عين في ماي 1994 مديراً عاماً للأمن الوطني الجزائري خلفاً للسيد طولبة أمحمد.
بقي محمد واضح في منصبه مدة وجيزة ليتم استخلافه بالعقيد المتقاعد من الجيش علي تونسي في 20 مارس 1995.